# Carla Suárez Navarro
Carla Suárez Navarro (født 3. september 1988 i Las Palmas) er en professionel kvindelig spansk tennisspiller.